# Апел за спиране самоизтреблението и братоубийствата между македонските дейци
„Апелът за спиране самоизтреблението и братоубийствата между македонските дейци“ е обръщение от 1929 година на български македонски дейци, революционери и интелектуалци, което цели да спре междуособната война, избухнала между михайловисткото и протогеровисткото крило във Вътрешната македонска революционна организация след убийството на генерал Александър Протогеров на 7 юли 1928 година.
Според подписалите „Апела“ самоизтреблението внася разочарованиe и отчаяние у останалите живи революционни дейци, а също така и у поробеното население, което оцелява срещу терора на потисниците. Едновременно с това македонското освободително дело губи симпатиите на международното обществено мнение и се накърняват тежко престижът и интересите на България. Подписалите, водени „само от обич към светото македонско дело и от преданост към интересите на българския народ“, призовават „Нито капка повече македонска кръв в междуособна борба!“

## Подписали
| Номер | Име                                                                         | Номер | Име                                                                         |
| ----- | --------------------------------------------------------------------------- | ----- | --------------------------------------------------------------------------- |
| 1     | Д-р Михаил Арнаудов, професор                                               | 19    | Илия Гюрчев                                                                 |
| 2     | Д-р Христо Иванов, от Кодификационната комисия                              | 20    | Михаил Чаков                                                                |
| 3     | Йордан Бадев, публицист                                                     | 21    | Божин Димитров                                                              |
| 4     | Иван Битраков                                                               | 22    | Милан Матов                                                                 |
| 5     | Евтим Спространов                                                           | 23    | Тодор К. Танев                                                              |
| 6     | Иван Нелчинов (стария)                                                      | 24    | Хр. Михайлов                                                                |
| 7     | Спиридон Д. Велев                                                           | 25    | Д-р Георги Стрезов                                                          |
| 8     | Никола А. Мушмов                                                            | 26    | Христо Попов, секретар Светия Синод                                         |
| 9     | Филип Манолов                                                               | 27    | Наум Якимов, чл. Македонския национален комитет                             |
| 10    | Кирил Христов                                                               | 28    | Константин Пазов                                                            |
| 11    | Асен Марчинков                                                              | 29    | Димитър Зографов                                                            |
| 12    | Евтим Бодлев                                                                | 30    | Никола Пушкаров                                                             |
| 13    | Свещеник Григорий Попдимитров                                               | 31    | Васил Пасков                                                                |
| 14    | Д. Жостов, нар. представител                                                | 32    | Ал. Огнянов                                                                 |
| 15    | Владимир Димитров, учител                                                   | 33    | Д-р Сребрен Данов                                                           |
| 16    | Лазар Томов, подпредседател на ръководното тяло на Илинденската организация | 34    | Дамян Наумов                                                                |
| 17    | Владимир К. Бульов                                                          | 35    | Димитър Иванов, председател на ръководното тяло на Илинденската организация |
| 18    | Д-р Петко Пенчев                                                            |       |                                                                             |